# Rocky Ford (Géorgie)
Pour les articles homonymes, voir Rocky Ford.
Rocky Ford est une ville américaine située dans le comté de Screven, en Géorgie. Selon le recensement de 2020, sa population est de 167 habitants.